# Muzej suvremene umjetnosti Istre
Muzej suvremene umjetnosti Istre (MSUI, tal. Museo d'arte contemporanea dell'Istria), umjetnički je muzej u Puli osnovan s ciljem da bude krovna kulturna i umjetnička institucija istarskih umjetnika, ali i kao mjesto otvoreno za multikulturalne susrete. Muzej za svoju izložbenu djelatnost rabi prvi kat napuštenog prostora Stare tiskare, koji se nalazi na atraktivnoj lokaciji pulske rive. Austrougarska zgrada Stare tiskare spomenik je industrijske arhitekture (1862.), a nova muzejska zgrada planira se otvoriti do 2020. na lokaciji Kaštela, u najstrožoj povijesnoj jezgri grada.

## Zbirke
- Muzejske zbirke
  - Zbirka dizajna i plakata
  - Zbirka fotografije, filma i videa
  - Zbirka inozemne umjetnosti
  - Zbirka suvremene umjetnosti
- Dokumentacijska zbirka

## Ravnatelji
- Gorka Ostojić Cvajner (2008. – 2014.)
- Ketrin Miličević Mijošek (2014. – )

## Vanjske poveznice
- mdc.hr: Muzej suvremene umjetnosti Istre - Museo d'arte contemporanea dell'Istria